# Molophilus (Molophilus) brevispinosus
Molophilus (Molophilus) brevispinosus is een tweevleugelige uit de familie steltmuggen (Limoniidae). De soort komt voor in het Neotropisch gebied.